# Dlžín
Dlžín (ungarisch Delzsény – bis 1907 Dlzsin, älter Dlzsén) ist eine Gemeinde in der West-Mitte der Slowakei mit 146 Einwohnern (Stand 31. Dezember 2024), die zum Okres Prievidza, einem Teil des Trenčiansky kraj, gehört.

## Geographie
Die Gemeinde befindet sich in einem Ausläufer des Talkessels Hornonitrianska kotlina am Dlžínsky potok, einem Zufluss von Nitrica. Das Ortszentrum liegt auf einer Höhe von 406 m n.m. und ist 13 Kilometer von Prievidza entfernt.
Nachbargemeinden sind Seč im Westen und Norden, Poruba im Nordosten, Kanianka im Osten, Šútovce im Südosten und Kostolná Ves im Südwesten.

## Geschichte
Dlžín wurde zum ersten Mal 1272 als Dolsyn schriftlich erwähnt und war Besitz der Familie Divéky. 1553 besaß Dlžín vier Porta. 1778 hatte die Ortschaft eine Mühle, 19 Haushalte und 169 Einwohner, 1828 zählte man 24 Häuser und 169 Einwohner, die als Landwirte, Obstbauer und Waldarbeiter beschäftigt waren.
Bis 1918 gehörte der im Komitat Neutra liegende Ort zum Königreich Ungarn und kam danach zur Tschechoslowakei beziehungsweise heute Slowakei.

## Bevölkerung
| Jahr                | 1994 | 2004     | 2014    | 2024     |
| ------------------- | ---- | -------- | ------- | -------- |
| Anzahl der Personen | 214  | 187      | 176     | 146      |
| Unterschied         |      | −12,61 % | −5,88 % | −17,04 % |

| Jahr                | 2023 | 2024    |
| ------------------- | ---- | ------- |
| Anzahl der Personen | 152  | 146     |
| Unterschied         |      | −3,94 % |

Nach der Volkszählung 2011 wohnten in Dlžín 175 Einwohner, davon 166 Slowaken. Zwei Einwohner gaben eine andere Ethnie an und sieben Einwohner machten keine Angabe zur Ethnie.
135 Einwohner bekannten sich zur römisch-katholischen Kirche, drei Einwohner zur griechisch-katholischen Kirche, jeweils zwei Einwohner zur Evangelischen Kirche A. B. und zur orthodoxen Kirche; sieben Einwohner bekannten sich zu einer anderen Konfession. 24 Einwohner waren konfessionslos und bei 12 Einwohnern wurde die Konfession nicht ermittelt.